# Badortsmysteriet (pjäs)
Badortsmysteriet (engelska: Peril at End House) är en pjäs från 1940 baserad på romanen med samma namn från 1932 av Agatha Christie. Pjäsen är skriven av Arnold Ridley, som långt senare spelade menige Godfrey i den engelska TV-serien Krutgubbar. Ridley fick tillstånd att bearbeta boken i ett avtal med Christie daterat den 18 juli 1938.

## Bakgrund
Den hade premiär den 1 april 1940 på Richmond Theatre i London innan den flyttades till Vaudeville Theatre där den hade premiär den 1 maj 1940. Trots en del positiva recensioner lades pjäsen ner den 18 maj efter bara tjugotre föreställningar. Rollen som Hercule Poirot spelades av Francis L. Sullivan som tidigare hade spelat rollen i Christies pjäs Black Coffee från 1930. Då året var 1940 och antisemitism inte längre var rumsrent eller försvarligt ändrade Ridley namnet på två av karaktärerna från romanen. Freddie Rice döptes om till Frances Rice och Jim Lazarus (som i romanen är jude och beskrevs som en man med "alltför stor, böjd näsa") blev "en lång, vacker man på ca 35 år" vid namn Terry Ord. Freddies drogberoende make kallades "En främling".

## Scener
Pjäsen utspelar sig på St. Loo i Cornwall under fem dagar.
AKT I
- Scen 1 – Terrassen på Majestic Hotel
- Scen 2 – Salen på End House. Samma kväll.

AKT II
- Scen 1 – Samma. Två nätter senare.
- Scen 2 – Samma. Tidigt nästa morgon.
- Scen 3 – Samma. Nästa dag.

AKT III (Under loppet av denna akt dras ridån ner för att indikera att fyra timmar har förflutit.)
- Samma. Nästa eftermiddag.

## Mottagande
The Times recenserade pjäsen två gånger, först i sin utgåva den 3 april 1940 när de kommenterade Sullivans porträtt av Poirot och sa att han "bevarar det väsentliga hos mannen och det råder aldrig någon tvekan om att han verkligen är den störste detektiven i världen". De kommenterade vidare att karaktärerna i Christies böckers innebar att de "inte kämpar och protesterar mot scenens begränsningar som så många detektivhistorier verkar göra när de anpassas". Rollen som "främlingen" i pjäsen ansågs tillhöra "en grövre tradition", men "för det mesta är pjäsen mindre en 'thriller' än en tillfredsställande övning för de små grå celler som M. Poirot besitter i så överflöd".
Den andra recensenten, i upplagan av den 2 maj 1940, ansåg att Poirot var alltför pratsam och att "det finns tillfällen då vi skulle föredra att syllogismer spelades snarare än talades, men talet är på det hela taget angenämt klart och levande, och även om lösningen, när den kommer med en plötslig brådska av handling, verkar större och mer komplicerad än mysteriet, kan man inte säga att berättelsen någonstans iögonfallande hänger i elden".
Ivor Brown recenserade pjäsen i The Observers nummer den 5 maj 1940 när han sade: "Miss Christie vet hur man komplicerar ett brott. Mr. Ridley upprätthåller mysteriet. Cornwalls hav är fullt av villospår och lösare måste också hålla ett öga på några konstiga gamla fiskar. Låt saken bero. Underhållningsformen är bekant. Det förde mig tillbaka till The Bat's dagar. I dessa angelägenheter går tiden inte framåt, men herr Poirot går angenämt förbi."
"A.D." skrev i The Guardians recension den 4 maj 1940 att pjäsen var "för dem som njuter av komplikationerna i kriminalromanen i dess senaste faser. Det är väldigt komplicerat, men är det engagerande så?" Recensenten verkade föredra karaktärer som Sherlock Holmes som detektiv snarare än Poirot och den "förvirring" som hans fall förde med sig. Recensenten begick sedan kardinalsynden att identifiera mördaren i sitt något ironiskt skrivna sista stycke när han sa: "Det kan inte skada att avslöja att den här pjäsens uppenbara hjältinna i själva verket är dess skurkaktighet. Mrs Christies läsare vet det redan. För de okunniga kommer detta faktum bara att vara en släckt fackla i ett molnigt strömavbrott."
Bernard Buckham skrev i Daily Mirror den 3 maj 1940 att uppsättningen "har sina spännande stunder, men mer action och mindre prat skulle ha gjort den till en bättre pjäs".